# Tijmbremraap
De tijmbremraap (Orobanche alba, synoniem: Orobanche epithymum) is een plant die behoort tot de bremraapfamilie (Orobanchaceae). Omdat de plant geen chlorofyl bezit, is hij voor zijn voedingsstoffen geheel afhankelijk van andere planten. De tijmbremraap parasiteert voornamelijk op kruiptijm (Thymus polytrichus), maar kan ook op andere planten uit de lipbloemenfamilie (Lamiaceae) voorkomen. De plant komt van nature voor in Europa en verder tot Zuidwest-Azië. De soort staat op de Nederlandse Rode lijst van planten als zeldzaam en stabiel of toegenomen. Het aantal chromosomen is 2n = 38.
De plant wordt 8-30 cm hoog en heeft schubvormige bladeren. De stengel is aan de voet iets opgezwollen. De schubvormige bladeren zijn 1-2 cm lang.
De tijmbremraap bloeit in juni en juli met rode, geel- of witachtige, 15-25 mm grote en naar kruidnagel geurende bloemen. Op de bloemkroon zitten klierharen en de helmdraden zijn aan de voet behaard. De stempels zijn roodachtig bruin.
De vrucht is een doosvrucht met zeer veel kleine zaden. De zaden zenden bij het ontkiemen een wortelachtige uitloper de grond in totdat deze contact maakt met een wortel van de gastheer. Wanneer hij zich hieraan vastmaakt, onttrekt hij aan de gastheer water en voedingsstoffen. Het ontkiemen van de zaden wordt op gang gebracht door stoffen die de wortels van de gastheer in de grond verspreiden; ontbreken deze, dan kan het zaad verscheidene jaren zijn kiemkracht behouden.

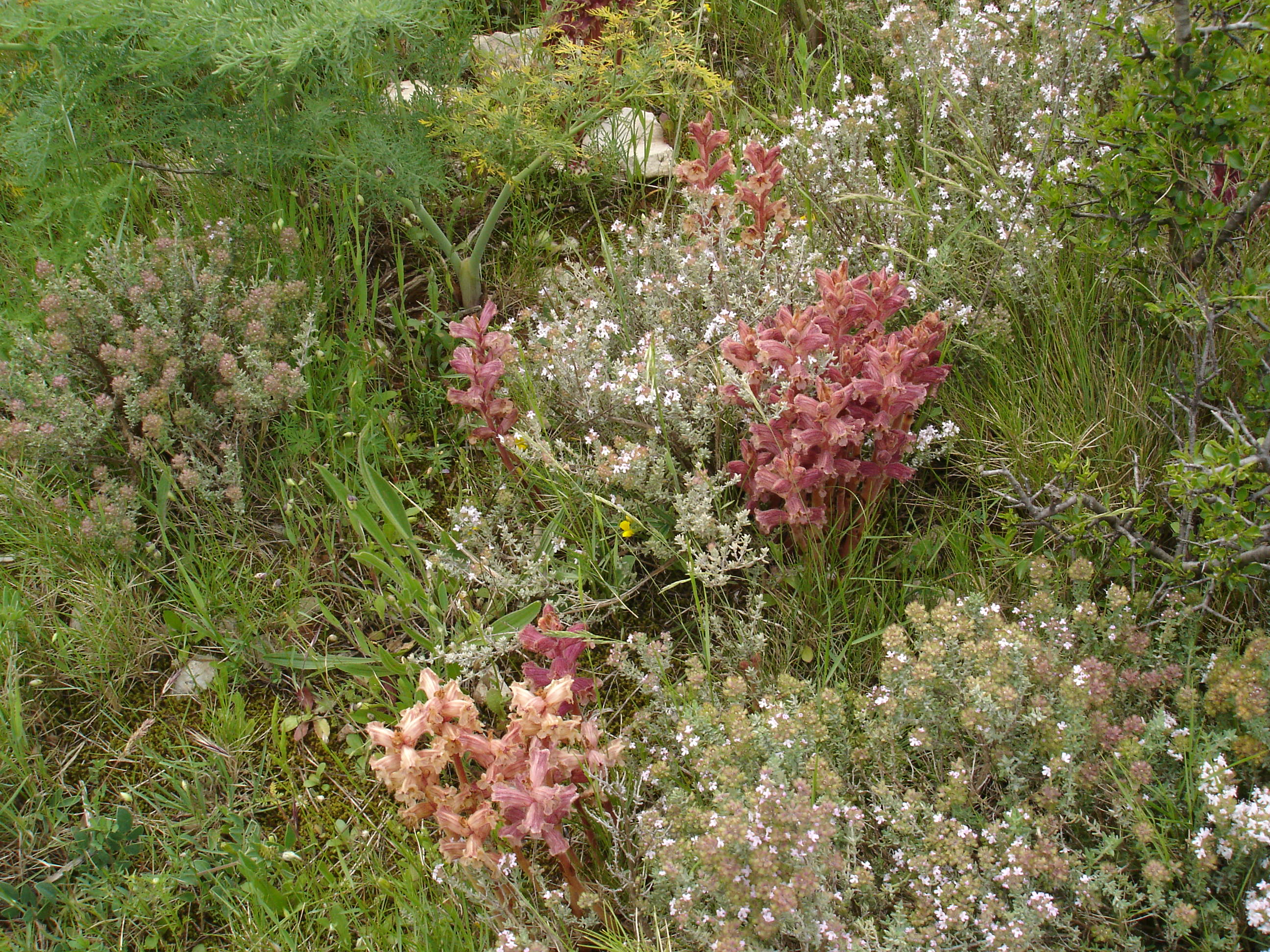
Biotoop
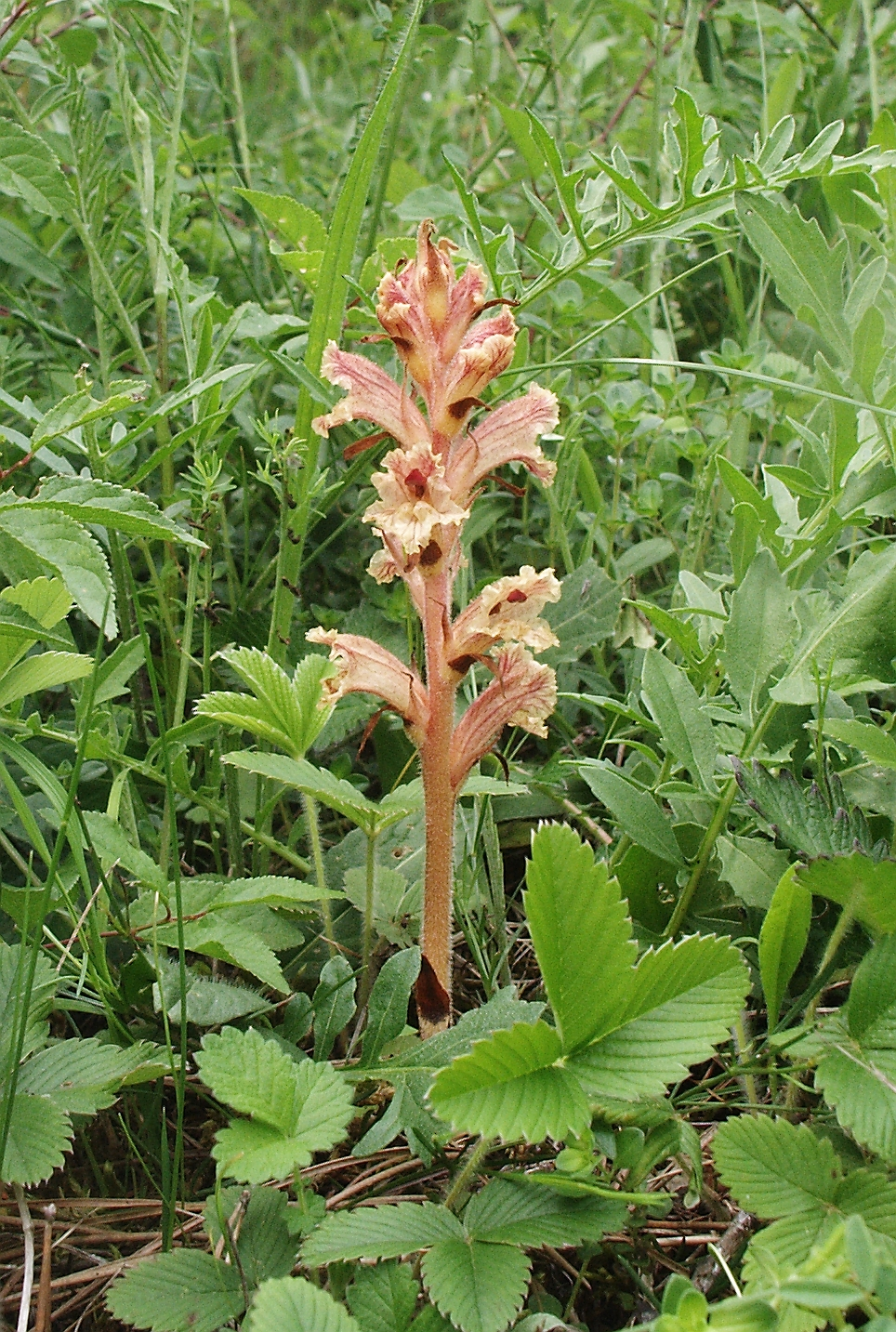
Bloeiwijze

De plant komt voor op kalkhoudende grond.

## Namen in andere talen
- Duits: Quendel-Sommerwurz
- Engels: Thyme Broomrape
- Frans: Orobanche du thym, orobanche blanche

... · 
O. alba (tijmbremraap) · 
O. caryophyllacea (walstrobremraap) · 
O. elatior (centauriebremraap) · 
O. hederae (klimopbremraap) · 
O. lutea (rode bremraap) · 
O. minor (klavervreter) · 
O. picridis (bitterkruidbremraap) · 
O. purpurea (blauwe bremraap) · 
O. ramosa (hennepvreter) · 
O. rapum-genistae (grote bremraap) · 
O. reticulata (distelbremraap) · 
...